# Agua potable y saneamiento en Ecuador
La cobertura de agua potable y saneamiento en Ecuador aumentó considerablemente en los últimos años. Sin embargo, el sector se caracteriza por: (i) bajos niveles de cobertura, especialmente en áreas rurales; (ii) pobre calidad y eficiencia del servicio; y (iii) una limitada recuperación de costos y un alto nivel de dependencia en las transferencias financieras de los gobiernos nacionales y subnacionales. Es más, existe una superposición de responsabilidades, tanto dentro del gobierno nacional como entre los distintos niveles gubernamentales.

## Acceso
|             |                         | Urbano (62% de la población) | Rural (38% de la población) | Total |
| ----------- | ----------------------- | ---------------------------- | --------------------------- | ----- |
| Agua        | Definición amplia       | 97%                          | 88%                         | 94%   |
| Agua        | Conexiones domiciliares | 96%                          | 74%                         | 88%   |
| Saneamiento | Definición amplia       | 84%                          | 92%                         |       |
| Saneamiento | Alcantarillado          | 62%                          | 16%                         | 45%   |

Fuente: Programa de Monitoréo Conjunto para agua potable y saneamiento . Datos de id_document=966 saneamiento] basados en la extrapolación de varios datos de encuestas nacionales incluyendo la Encuesta demográfica y de salud materna infantil de 2004.

En el año 2010, el porcentaje de la cobertura del abastecimiento de agua (conexiones domésticas) era de 96% en las zonas urbanas y 74% en las rurales, mientras que el acceso a un sistema adecuado de saneamiento era de 96% en zonas urbanas y 84% en zonas rurales. La cobertura de los servicios de agua y saneamiento tiende a ser menor en la Costa y en el Oriente que en la Sierra. Además, la cobertura del abastecimiento de agua muestra amplias variaciones según el ingreso, alcanzando aproximadamente el 90% en los primeros tres deciles de ingreso en las zonas urbanas, comparados con niveles de sólo un 60% en los últimos tres deciles de ingreso.

## Calidad de los servicios
El servicio de agua es intermitente en la mitad de los centros urbanos. La presión de agua está muy por debajo de la norma, especialmente en barrios marginales. En un 30% de los centros urbanos falta un tratamiento de agua "potable" de aguas superficiales. 92% de las aguas servidas se descargan sin ningún tratamiento.
En las zonas rurales, según un estudio de sostentabilidad realizado en 2004, 38% de los sistemas han colapsados y 20% son con deterioro grave. 29% tienen deterioro leve y solamente 13% son considerados sostenibles.

## Responsabilidad para agua y saneamiento
Dentro del mismo estado, existen distintas políticas contradictorias para la asignación de recursos al sector. No existe un sistema de información, monitoreo y evaluación para el sector. Se encuentra un caos institucional que no define límites de responsabilidad de una institución respecto a otra.

### Política
La Subsecretaría de Agua Potable, Saneamiento y Residuos Sólidos (SAPSyRS) del Ministerio de Desarrollo Urbano y Vivienda (MIDUVI) está legalmente investida con la facultad de establecer políticas sectoriales. No obstante, no existe una definición clara de los roles y responsabilidades de los diferentes actores nacionales y subnacionales. Tampoco existe un ente autónomo regulador de los servicios de agua y saneamiento. Los actores en el sector incluyen al Fondo de Solidaridad, al Banco del Estado (BdE), al Fondo de Inversión Social de Emergencia (FISE), a las ocho 
Corporaciones Regionales de Desarrollo (que están enfocalizadas en el riego), a diversos ministerios del gobierno y gobiernos provinciales y municipales, entre otros.
A pesar de que Ecuador cuenta con una Política Nacional de Agua y Saneamiento (Decreto Ejecutivo n.º 2766 del 30 de julio de 2002), dicha política está formulada en términos relativamente vagos y evita tomar una posición bien definida en cuanto a temas sensibles, como los subsidios a las inversiones en agua y saneamiento (por los gobiernos nacionales y subnacionales) y a quién debería recibirlos. Se ha preparado un anteproyecto de la Ley del Sector de Agua y Saneamiento, pero aún no ha sido presentada ante el Congreso.
Un Comité Interinstitucional de Agua y Saneamiento del Ecuador (CIASE) sirve de espacio de intercambio de experiencias en colaboración con el MIDUVI.

### Provisión de servicios
Las 221 municipalidades del país son las responsables de la entrega de los servicios en los cascos urbanos municipales, ya sea directamente o a través de empresas municipales autónomas. En el año 2001, en Guayaquil se ha delegado el servicio a la empresa privada Interagua, a través de una concesión. La empresa prestadora municipal ECAPAG se convirtió al mismo tiempo en ente regulador de la empresa privada.
En áreas rurales más de 5,000 Juntas Administradoras de Agua Potable prestan los servicios. La mayoría sobreviven a su suerte en condiciones de abondono, debido a niveles de tarifas muy bajas, el descuido de las fuentes y una falta de una institución dedicada al apoyo a las Juntas desde hace la disolución del IEOS en 1992.

## Historia y acontecimientos recientes
Entre 1965 y 1992 el Instituto Ecuatoriano de Obras Sanitarias (IEOS), una empresa pública nacional fundado, tenía la responsabilidad de brindar servicios de agua y saneamiento en Ecuador. 
En 1992 el sector se descentralizó con la Ley de Descentralización y se asignó la rectoría del sector al MIDUVI. El IEOS se fusionó entonces con el MIDUVI. Muchos municipios, especialmente los pequeños y medianos municipios, tenían poca capacidad para brindar los servicios de agua potable y saneamiento. En 2001 con el PRAGUAS (véase abajo) el gobierno nacional empezó a brindar asistencia técnica a estos municipios para fortalecer sus capacidades.

## Tarifas y capacidad de pago
Un estudio concluyó que en 2001, en el ámbito nacional, las tarifas cubrían aproximadamente sólo dos tercios de los costos de operación y mantenimiento del sistema. Se requieren transferencias del gobierno nacional y subnacional (provincial y municipal) para cubrir la brecha en los costos de operación y mantenimiento, y para financiar la expansión de la cobertura.
En cuanto a la capacidad de pago, en 1998 los hogares que reportaban gastos por agua en la encuesta nacional de vida indicaron que estos eran, en promedio, el 1.7% de sus gastos totales. Este porcentaje era más alto en áreas urbanas (1.9%) que en el área rural amanzanada (1.3%) y el rural disperso (0.9%). En el decil más pobre, este porcentaje era 1.9% en el marco del promedio del país, pero 3.3% en áreas urbanas. Estos gastos incluyen gastos por agua comprada de carro-tanques, pero excluyen gastos por el saneamiento.

## Programas de inversión y financiamiento
El financiamiento de las inversiones para el abastecimiento urbano y rural de agua es proporcionado por una multitud de actores nacionales y subnacionales, bajo diferentes términos y condiciones. Entre las diversas modalidades de intervención algunas favorecen la coparticipación de los usuarios y de las municipalidades, pero la mayoría obedece al asistencialismo y clientelismo, subestimando la importancia da la coparticipación para lograr la sostenibilidad y la apropriación de las obras por parte de la comunidad.
Sin embargo, el gobierno ha dado recientemente un paso audaz para mejorar el marco de incentivos a las inversiones en agua y saneamiento, mediante la adopción del Decreto Ejecutivo n.º 2562 (publicado el 21 de febrero de 2005), el cual asigna parte del producto del Impuesto sobre Consumos Especiales (ICE), que grava los servicios de telecomunicaciones, a favor de las transferencias gubernamentales a las municipalidades, destinadas exclusivamente a la inversión en el sector de agua y saneamiento. El nivel de transferencias es mayor para las municipalidades pobres y, lo que es notable, aún mayor para aquellas que mejoran el rendimiento de los operadores u optan por delegar la entrega de los servicios a operadores autónomos. El sistema de transferencias subnacionales proporciona, así, incentivos destinados a mejorar el rendimiento y a lograr arreglos institucionales más sostenibles en el ámbito local.
Entre 1990 y 2005, se invirtieron US$ 409 millones en el sector de agua potable y alcantarillado a nivel municipal. Como se puede observar en el diagrama, en 2002 se alcanzó el punto más alto, gastando US$ 6.1 per cápita. Sin embargo, el promedio anual entre 1990 y 2005 fue de solo US$ 2.1 per cápita. Comparado con otros países Latinos, como los vecinos Perú y Colombia, el nivel de inversiones en el sector ecuatoriano es bajo.
En 2008 los programas de inversión del MIDUVI en el sector de agua potable y saneamiento (sin residuos sólidos) eran los siguientes:
- El Programa PRAGUAS para áreas rurales y pequeñas ciudades, con el apoyo del Banco Mundial
- El Programa de Agua y Saneamiento para Ciudades Intermedias (PRASCI) para apoyar el mejoramiento del desempeño de las Empresas Prestadoras de Servicios de Agua Potable y Alcantarillado-(EPS), en las ciudades de población entre 100.000 y 300.000 habitantes. Este programa está en preparación con asistencia técnica del Banco Interamericano de Desarrollo.
- El Programa de Agua Potable y Saneamiento - Subvención Fiscal, un programa de US$26 millones
- El Programa Estudios y Diseños de Agua Potable y Saneamiento a Nivel Nacional con el objetivo del desarrollo de estudios y diseños con recursos provenientes del Fondo Nacional de Agua Potable y Saneamiento FONASA.
- La Cuenta Especial de Reactivación Económica, Productiva y Social (CEREPS) alimentado por los ingresos del Estado provenientes del crudo pesado, denominados "Fondo de Estabilización, Inversión Social y Productiva y Reducción del endeudamiento Público" (FEIREP).
- El PROMADEC está orientado a dotar de servicios básicos como agua potable, saneamiento y buen manejo d Residuos Sólidos en zonas que se encuentran en los tres primeros quintiles de pobreza. Los proyectos del PROMADEC son analizados técnicamente por la SAPSyRS antes de ser remitidos al Banco del Estado para su financiamiento. La ejecución se hace por los municipios. Sus recursos provienen de un crédito de CAF -banco de desarrollo de América Latina, por un monto de US$250 millones.

## Eficiencia
La eficiencia operativa de los servicios de agua potable se mide normalmente a través de la productividad laboral y del nivel de agua no contabilizada.
La productividad laboral del servicio de agua y saneamiento es, por lo general, difícil de estimar en las pequeñas municipalidades donde dicho servicio con frecuencia es proporcionado directamente por el gobierno municipal en conjunción con otros servicios. Sin embargo se estima que muchas empresas municipales de agua en las ciudades de tamaño medio tienen entre 5 y 14 empleados/1000 conexiones de agua; una cifra que excede, con mucho, las mejores prácticas regionales (menos de 3 empleados/1000 conexiones de agua).
El agua no contabilizada (diferencia entre agua facturada y producida, en proporción del agua producida) es difícil a estimar, dado el bajo grado de medición. Sin embargo, el nivel de agua no contabilizada se ha estimado a 65%, uno de los niveles más altos de América Latina.

## Cooperación externa
El gobierno de Ecuador recibe un apoyo externo de varios donantes para inversiones y asistencia técnica en agua potable y saneamiento. 

### Cooperación multilateral
El Banco Interamericano de Desarrollo (BID) apoyo las inversiones en las tres más grandes ciudades del país - Quito, Guayaquil y Cuenca - a través de diez programas con un total de US$ 400 millones. En 2006 el BID aprobó dos nuevos préstamos, uno de US$62.25 millones para la ciudad de Cuenca y el otro de US$112.79 millones para Quito.
Entre 2001 y 2007 el Banco Mundial ha participado estrechamente en el desarrollo de la Política Nacional de Agua y Saneamiento 2002 y del decreto del año 2005 sobre las transferencias al sector de agua y saneamiento. El Banco Mundial también contribuyó al proyecto PRAGUAS (Programa de Agua Potable y Saneamiento para Comunidades Rurales y Pequeños Municipios) con un préstamo de US$48m. Desde el año 2001, el PRAGUAS I brindó apoyo para ampliar la cobertura y proporcionando incentivos para mejorar la calidad y la eficiencia del servicio, así como la recuperación de los costos. Para satisfacer las necesidades de calidad, eficiencia y recuperación de costos de los servicios, el PRAGUAS brindó asistencia técnica e incentivos financieros a las municipalidades interesadas en delegar los servicios de agua y saneamiento, gestionados municipalmente, a operadores autónomos (públicos, privados, cooperativas, etc.). En términos de cobertura, desde 2001 hasta 2006, el PRAGUAS I proporcionó nuevos sistemas de abastecimiento de agua a 252,000 personas y saneamiento en sitio a 127,000 pobladores. Durante el desarrollo del PRAGUAS I 29 modelos de gestión de servicios fueron efectivamente implementados y se encuentran en operación, y 14 han completado la transición. En 2005 una evaluación demostró que el primer grupo de municipalidades que ha delegado sus servicios de agua y saneamiento, como Cayambe (empresa municipal), Pedro Moncayo (empresa municipal con operador privado), Pujilí (empresa municipal), Guaranda (empresa municipal), Caluma (empresa de capital mixto) y Echeandia (cooperativa) ha incrementado en forma significativa su eficiencia operativa y elevado sus tarifas hasta cubrir, al menos, sus costos de operación y mantenimiento. El PRAGUAS II fue aprobada por el Directorio del Banco Mundial en 2006 cuatro meses antes de las elecciones presidenciales que ganó Rafael Correa. Como resultado de desacuerdos entre le Banco mundial y el nuevo gobierno, el gobierno canceló una mayor parte del préstamo en 2008 y el proyecto entero fue cancelado en 2009, habiendo desembolsado menos de US$8 de los US$48 inicialmente previstos.
La Corporación Andina de Fomento apoyo a varios proyectos de agua y saneamiento en Ecuador, entre ellos un préstamo de US$25 millones para un Programa de Agua Potable y Saneamiento aprobado en 2006 para la Empresa Municipal de Agua Potable y Alcantarillado de Quito, un préstamo de US$40 millones para el Proyecto Agua Potable y Saneamiento Básico-AGUASUR aprobado en 2004 y un Plan Maestro de Agua Potable Portoviejo aprobado en 2006.

### Cooperación bilateral
El gobierno de Belgíca apoyo desde hace 2003 el Programa Agua Potable Para la Sierra Norte (APOSINO), un programa de asistencia técnica en las provincias de Imbabura y Carchi.
La Organización Internacional para las Migraciones (OIM), con financiamiento de USAID de los Estados Unidos ejecuta un programa de desarrollo para la región norte de Ecuador en áreas rurales y pequeñas ciudades. De 2001 a 2007 invirtió 63 millones de dólares.
Programa de Agua y Saneamiento en Comunidades Rurales y Pequeños Municipios (PASEE) - Cooperación Bilateral Española
Según la Estrategia Nacional de Agua y Saneamiento (ENAS) del año 2015 1 , el 80,4%2 de las viviendas del país disponían de abastecimiento de agua, con una cobertura urbana de 89,2% y una rural de 64,9%. En saneamiento se registró una cobertura de 64,5%3 , siendo la urbana 71% y la rural 53%. La población ecuatoriana asciende a 14.483.499 habitantes (7.177.683 hombres y 7.305.816 mujeres), Lo anterior significa que en el 2.010 257 mil viviendas urbanas (1.045.437 habitantes) y 476 mil viviendas rurales (1.956.641 habitantes) no tendrían cobertura de agua mientras que 693 mil vi-viendas urbanas (2.815.500 habitantes) y 637 mil viviendas rurales (2.606.514 habitantes) no tendrían cobertura de saneamiento.. Si bien esta información es de carácter nacional, sin embargo, en el área rural (en localidades dispersas) la situación es mucho más crítica, adicionalmente en las variables de cobertura no se consideran los niveles de calidad en la prestación de los servicios. La Secretaría del Agua (SENAGUA), a través de su Subsecretaría de Agua Potable y Saneamiento (SAPyS), es el ente rector del sector, siendo responsable de establecer las políticas nacionales, los planes y programas sectoriales, la definición de normas técnicas, y la asistencia técnica a municipios y Juntas Administradoras de Agua Potable (JAAP). Por su parte, los municipios son responsables de la prestación de los servicios acorde al Código Orgánico de Organización Territorial, Autonomía y Descentralización (COOTAD), de forma directa o a través de empresas municipales. En las comunidades rurales la prestación se realiza comúnmente a través de las JAAP, cuyo número actualmente se estima en alrededor de 6.000.
El programa pretende incrementar la cobertura y mejorar las condiciones de los servicios de agua potable y saneamiento a 20 000 habitantes, aproximadamente, en doce provincias del Ecuador. En la implementación del programa habrá tres fases con la primera fase siendo de preinversión, donde se llevan a cabo los estudios y diseños y el análisis de las diferentes viabilidades (legal, ambiental, social, económica-financiera y técnica). Una vez que el programa cuenta con los estudios y diseños se pasa a la segunda fase de inversión, con la contratación de las obras, su fiscalización externa y la contratación de consultorías para el fortalecimiento institucional y social de las comunidades, las JAAPS y los Gobiernos Autónomos Descentralizados (GAD) Municipales. La tercera fase del programa es de post-inversión con el acompañamiento a las JAAPS y GAD Municipales que han participado en el programa por parte de la Secretaría del Agua, con una definición y seguimiento de indicadores para la prestación de servicios rurales de agua y saneamiento. De esta manera, el programa conseguirá: 
- Mejorar la capacidad de control de la calidad del agua potable a través de la dotación de equipos de laboratorio a 45 municipios, y de capacitación en manejo de equipos, monitoreo y control.
- Construcción y ampliación y/o mejora de infraestructura de agua y saneamiento en 72 comunidades.
- Fortalecimiento (Acompañamiento y Asistencia técnica) a los prestadores comunitarios de servicios públicos de agua y alcantarillado.
- Mejorar los hábitos de higiene y prácticas sanitarias.

El programa cuenta con una donación de 13.008.130,08 Euros, proveniente del Fondo de Cooperación para Agua y Saneamiento de la Cooperación Española.

### Organizaciones no gubernamentales
CARE trabaja en 15 provincias del país con énfasis en áreas rurales, especialmente en proyectos cercanos a las fronteras norte y sur, en colaboración con los municipios. En los últimos 10 años, CARE ha contribuido a incrementar significativamente en la cobertura en agua, con un enfoque de sostenibilidad.
En el marco de su programa para mejorar las condiciones de vivienda, Plan International benífica para niños Plan Internacional instruye a familias en comunidades rurales de Ecuador en construir letrinas. Más de 320 familias han construidos sus propios letrinas, lo que mejoró la situación higiénica y evita enfermedades.